# Deux Capitaines (roman)
Pour les articles homonymes, voir Deux Capitaines.
Deux Capitaines (en russe : Два капитана) est un roman d'aventures soviétique de Véniamine Kaverine paru en 1938-1940 dans le journal Kostyor et publié en volume en 1940 aux éditions Detizdat,,. Pour son roman, Véniamine Kaverine reçoit le prix Staline en 1946.

## Personnages
- Alexandre (dit Sania) Grigoriev, au début du roman petit garçon vivant dans une ville de province, il est muet à la suite d'une maladie infantile. Devenu orphelin, après une période d'errance il arrive à Moscou où il fait connaissance avec la famille Tatarinov. Il deviendra aviateur ;
- Katia Tatarinova, fille du capitaine Ivan Tatarinov disparu lors de l'expédition sur la route maritime du nord, et de son épouse Maria Tatarinova ;
- Mikhaïl Romachov dit Romachka, camarade de classe de Sania Grigoriev à l"internat;
- Dr Ivan Ivanovitch, il apprend à Sania à parler de nouveau ;
- Sacha Grigorieva, sœur de Sania ;
- Maria Tatarinova, femme du capitaine Ivan Tatarinov disparu lors de l'expédition sur la route maritime du nord, mère de Katia ;
- Nikolaï Tatarinov, directeur de l'école à Moscou, grand oncle de Katia, il est amoureux de sa mère Maria Tatarinova, et est à l'origine de la mort de son cousin - capitaine Ivan Tatarinov ;
- Gaer Kouli, beau-père de Sania et Sacha Grigoriev;
- Petka, ami d'enfance de Sania Grigoriev, avec qui il part pour Moscou ;
- Nina Kapitonovna, mère de Maria Tatarinova et grand-mère de Katia ;
- Ivan Korabliov, professeur de Sania Grigoriev à l'internat

## Accueil
Ce livre fait partie de la liste des 100 livres pour les élèves en fédération de Russie classés par ordre alphabétique d'auteur sous no 55 dans la deuxième colonne.

## Adaptation au cinéma
- 1955 : Deux Capitaines, adaptation de Vladimir Venguerov, avec Alexandre Mikhaïlov
- 1976 : Deux Capitaines, adaptation d'Evgueni Karelov, avec Boris Tokarev